# Stazione di Milano Porta Romana
Stazione di Milano Porta Romana vasútállomás Olaszországban, Lombardia régióban, Milánó településen.

## Vasútvonalak
Az állomást az alábbi vasútvonalak érintik:
- Milan southern belt railway

## Kapcsolódó állomások
A vasútállomáshoz az alábbi állomások vannak a legközelebb:
- Milan University Bocconi Train Station (nyugat, Milan southern belt railway)
- Stazione di Milano Forlanini (Milan southern belt railway, kelet)